# THE ギャル麻雀
『THE ギャル麻雀』は、ディースリー・パブリッシャーからSIMPLEシリーズとして発売されている麻雀ゲームのシリーズ。開発はヒューネックス（ニンテンドーDS版のみアフェクト）。

## 概要
女性キャラクターと麻雀で対戦し勝利することで、画像・コスチューム・テーマソングCDなど（作品によって異なる）を集めたり、セクシー要素の盛り込まれたミニゲームで遊ぶことが目的となるシリーズである。麻雀の苦手なプレイヤーでも楽しめるようになどの目的で、シリーズ作品の殆どにコンピューターによる代行対戦機能や強力なイカサマアイテムが設けられていることも特徴。
当初は『Love Songs アイドルがクラスメ〜ト』に登場した女性キャラクターと対戦する麻雀ゲームとして始まった。双葉理保がディースリー・パブリッシャーの定番キャラクターとなるに伴い、『ラブ★マージャン!』以降の作品では彼女がメインキャラクターとして据えられることが定着している。

## シリーズ
- THE ギャル麻雀 Love Songs アイドルはハイレ〜ト

SIMPLE1500シリーズ Vol.88（PlayStation用）。2002年3月28日発売。2010年7月28日にゲームアーカイブスにて配信開始。レイティングはCERO：B（12才以上対象）。
- ラブ★マージャン!

SIMPLE2000シリーズ Ultimate Vol.5（PlayStation 2用）。2002年11月14日発売。
双葉理保（ポリゴンキャラ）との2人打ち。
- ラブ★マージャン!2

SIMPLE2000シリーズ Ultimate Vol.20（PlayStation 2用）。2004年10月14日発売。
双葉理保ほか2名（ポリゴンキャラ）との2人打ち。
- THE どこでもギャル麻雀 ねえっ! 私たちと“いつでもどこでも”マージャンしようよ!

SIMPLE2500シリーズ Portable!! Vol.8（PlayStation Portable用）。2006年10月26日発売。レイティングはCERO：D（17才以上対象）。
『ラブ★マージャン!2』の移植作品で、コスチュームの色変更機能やオープニングムービーが追加されている。
- THE ギャル麻雀 タッチ&ふぅ〜っ! ねえっ! 私たちとDSでマージャンしようよ!

SIMPLE DSシリーズ Vol.44（ニンテンドーDS用）。2008年9月25日発売。レイティングはCERO：D（17才以上対象）。
- THE どこでもギャル麻雀

@SIMPLE Vシリーズ Vol.1（PlayStation Vita用）。2014年4月30日配信。レイティングはCERO：D（17才以上対象）。
PSP版とゲーム内容は同様だが、登場キャラクターのポリゴンが作り直されているため、顔のデザインが多少異なる。代打ち機能やいかさまアイテムは有料ダウンロードコンテンツとなっている（いかさまアイテムはPSP版と同じくゲーム内通貨で購入することも可能）。

## 登場人物

### 『ラブ★マージャン!2』および『THE どこでもギャル麻雀』
双葉理保（ふたば りほ）
声：後藤邑子
人気のグラビアアイドル。
麻雀の腕を上げるためにやってきたらしい。
如月 遥（きさらぎ はるか）
声：水城レナ
清廉な雰囲気を持つ大人の女性。主人公に対してはどこか自信なさげ。
主人公がよく行くファミリーレストランで店長をしているのだが、主人公にはそのことを隠している。
川村 優（かわむら ゆう）
声：広橋涼
主人公を「お兄ちゃん」と呼んで慕う中学生の女の子。
主人公がよく行くファミリーレストランでアルバイトとして働いている。
聡美（さとみ）
声：西野陽子
主人公にマージャン・アイランドのルールを教えてくれる女性。対戦相手としては登場しない。
メカ双葉（めかふたば）
声：後藤邑子
マージャン・アイランドが誇る双葉理保そっくりだがメタリックな金属色の麻雀ロボット。

### ニンテンドーDS版
双葉理保（ふたば りほ）
声：後藤邑子
人気のグラビアアイドル。
蟹江・ミア・アンダーソン（かにえ・みあ・あんだーそん）
声：茅原実里
通称「カニちゃん」。クォーター。変な走り方と怒り方をする。
水咲 麗子（みずさき れいこ）
声：比志島ゆき
教育熱心な数学教師。
逸茂 げんき（いつも げんき）
声：鹿野優以
ポジティブ娘。
都院 照子（ついん てるこ）
声：設楽麻美
妹キャラ。おっとりしているが、キレやすい一面も。